# Éric Andrieu
Pour les articles homonymes, voir Andrieu.
Éric Andrieu, né le 14 avril 1960 à Narbonne (Aude), est un homme politique français, membre du Parti socialiste (PS).
Il fut député européen de 2012 à 2023, réélu pour un troisième mandat à l'occasion des élections européennes de 2019.
Premier vice-président de la commission agriculture et du développement rural dès 2014, puis Porte-parole des Sociaux-Démocrates pour les questions agricoles en 2017, il plaida en faveur d’une réforme rapide et en profondeur de la Politique agricole commune (PAC), pour laquelle il fut le rapporteur.
Membre de la commission du commerce international, il s’est exprimé contre le TTIP, le CETA et le MERCOSUR et a été le premier député européen à demander une évaluation des effets cumulés des accords de libre-échange sur l’agriculture européenne.
À la suite des Monsanto papers et de la controverse scientifique, il milita, au sein du Parlement, pour la sortie du glyphosate et la mise en place d’une commission d’investigation sur le processus d’évaluation des pesticides en Europe (commission PEST), dont il devient le Président en mars 2018.

## Biographie
Issu d’une famille modeste (son père est maréchal-ferrant et sa mère, couturière), il passe son enfance dans le village de Padern. Quand la famille Andrieu s’installe à Narbonne, Éric a 10 ans. Il se passionne pour le rugby, entre au Racing Club narbonnais et devient à 16 ans champion de France cadet.
Il part à Montpellier pour faire ses études puis suit le master de l’Institut agronomique méditerranéen.
En 1986, il revient dans l'Aude, à Villerouge-Termenès, se marie et adhère au Parti socialiste. Le couple a trois enfants.

### Parcours professionnel
En 1989, il est chargé de mission au conseil général de l’Hérault pour les chartes intercommunales et, de 1986 à 1988, il est agent de développement local du canton de Mouthoumet.
Entre 1990 et 2005, il oriente ses missions de consultant indépendant en développement local et de conseiller en affaires européennes vers les collectivités territoriales, le CNFPT et l’ENACT ou encore la Banque de France.
Entre 2006 et 2012, Éric Andrieu est attaché parlementaire de Marcel Rainaud, sénateur de l’Aude. Il démissionnera de cette fonction lors de son accession au mandat de député européen.
Il est président de la commission spéciale PEST, chargée par le Parlement européen d’évaluer la procédure d’autorisation des pesticides dans l’Union européenne. Dans la foulée du scandale des Monsanto Papers et de la controverse autour du renouvellement de la licence accordée au glyphosate, Eric Andrieu était, avec plusieurs de ses collègues, à l’origine de la mise en place de cette commission.
Il est également coordinateur (whip) et porte-parole des sociaux-démocrates européens pour l'Agriculture et le développement rural.

### Parcours politique

#### Fonctions au Parti socialiste
Il adhère au Parti socialiste en 1986, au sein de la section de Mouthoumet  dans l'Aude, et devient membre du conseil fédéral du parti de l’Aude. En 2002, il est nommé délégué fédéral aux études auprès du premier secrétaire fédéral de l’Aude, Jean-Claude Pérez. De 2005 à juin 2015 il est premier secrétaire fédéral du PS de l'Aude. Enfin, de 2008 à 2015, il est membre du Bureau national du PS.
En tandem avec Roselyne Sarkissian et Frédéric Leveillé, il est chargé du projet Agriculture, Agro-écologie et Ruralité dans la campagne de Vincent Peillon pour la primaire citoyenne de 2017. Il est également membre de son comité politique.
Après la victoire de Benoît Hamon à la primaire citoyenne de 2017, il est nommé responsable thématique « Agriculture » de sa campagne présidentielle,.

#### Conseiller général de l’Aude (1988 à 2004)
Élu à 28 ans conseiller général du canton de Mouthoumet, il succède à Joseph Baro, conseiller depuis 1961, il est réélu en 1994 et en 2000. Pour ne pas cumuler deux mandats, il démissionnera du conseil général de l’Aude en mars 2004, après son élection à la vice-présidence du conseil régional du Languedoc-Roussillon.
À partir de 1994, son mandat de conseiller général est assorti de la vice-présidence du conseil général de l’Aude, avec la responsabilité de l’Aménagement du territoire et du Développement local. Ses missions et responsabilités sont :
- Les fonds européens et la politique contractuelle État/Région/Europe
- Délégué aux politiques du massif des Pyrénées
- Président du SDIS (Service départemental d'incendie et de secours)
- Mise en œuvre du Plan départemental de la randonnée
- Président du Comité départemental du patrimoine culturel audois

#### Conseiller régional de Languedoc-Roussillon
De mars 2004 à mars 2010, il est vice-président du conseil régional du Languedoc-Roussillon chargé de :
- Aménagement et développement du territoire. Il est responsable du schéma régional d'aménagement et de développement durable du territoire (SRADDT)
- Politique territoriale contractuelle de la région avec l’État, les départements, les agglomérations et les 19 pays – qu’il a mis en place.
- Fonds structurels européens : il négocie les programmes européens FSE, FEADER, FEDER… ainsi que leur mise en œuvre.
- Délégué aux parcs naturels régionaux : vice-président du Parc naturel régional de la Narbonnaise en Méditerranée et du Parc naturel régional des Pyrénées catalanes.
- Démocratie participative : afin de préparer le schéma régional d'aménagement et de développement du territoire (SRADDT), Éric Andrieu a engagé une démarche participative massive de 36 mois pour élaborer la vision d’avenir de la Région à 30 ans[11]. Liaisons et mobilité (aéroports, ports, LGV, haut débit…), espaces d’installation des nouvelles populations, zones d’emplois, zones naturelles, zones touristiques…
- Occitanie : en sus de sa participation à la mise en place d’une inter-régionalité sur la langue et la culture occitanes, Éric Andrieu est également président du Centre interrégional du développement de l'occitan (Cirdoc), créateur de l’événement régional « Total Festum » (acteurs occitans et catalans) et du site internet La Porta d'Oc.

En 2009, Éric Andrieu est candidat à la conduite de la liste du PS pour l'élection régionale de 2010. Le jeudi 1er octobre, une consultation des militants est organisée par le parti pour désigner celui qui pourra conduire la liste officielle. Il a proposé un programme « Union et rénovation », qu'il présente comme s'inscrivant dans la droite ligne des ambitions de son courant « l'Espoir à gauche » et du discours de Martine Aubry à la Rochelle. Il a proposé un pacte de gouvernance en 5 points, en direction de la future tête de liste (en priorité Georges Frêche, Président sortant, mais sans exclusive). Éric Andrieu est largement désavoué au bénéfice de Didier Codorniou, ce dernier s'étant officiellement déclaré pour que Georges Frêche conduise cette nouvelle liste[réf. nécessaire].
Au lendemain du vote, il rejoint Didier Codorniou. Il est troisième sur la liste « Tous pour le Languedoc-Roussillon » conduite par Georges Frêche.
Il redevient vice-président en 2014 à la suite du décès de Christian Bourquin.
Lors des élections régionales de 2015, ne se représentant pas, il met fin à son mandat de conseiller régional.

#### Député européen (2012-2023)
Désigné par les militants du PS candidat pour l'élection au Parlement européen de 2009, en 3e position sur la liste Grand Sud Ouest menée par Kader Arif, il n'est finalement pas élu. Le 16 mai 2012, il devient député européen, Kader Arif étant devenu ministre délégué dans le gouvernement Ayrault.
Originaire de l’Aude, membre du Parlement européen de 2012 à 2023 pour la circonscription du Grand Sud-Ouest, Éric Andrieu est vice-président du groupe Alliance progressiste des socialistes et démocrates au Parlement européen (S&D).
- Premier vice-président de la commission agriculture et du développement rural dès 2014, puis Porte-parole des Sociaux-Démocrates pour les questions agricoles en 2017, il plaide en faveur d’une réforme rapide et en profondeur de la Politique Agricole Commune (PAC), qui ne satisfait plus, aujourd’hui, ni les agriculteurs ni les consommateurs, et doit répondre aux défis alimentaires, environnementaux et climatiques du XXe siècle. Il a ainsi été en charge, pour le Parlement, du rapport intitulé Comment la PAC peut améliorer la création d’emplois dans les zones rurales et co-rapporteur pour le Groupe S&D sur la révision du règlement sur la production biologique et l’étiquetage des produits biologiques.

- Vice-président des intergroupes « vin et spiritueux », « zones rurales, montagneuses et isolées » et « ciel et espace »[2].
- Membre de la commission du commerce international, il s’est exprimé contre le TTIP, le CETA et le MERCOSUR et a été le premier député européen à demander une évaluation des effets cumulés des accords de libre-échange sur l’agriculture européenne.
- Président de la commission d’investigation sur le processus d’évaluation des pesticides en Europe (Commission PEST) : à la suite des Monsanto papers et de la controverse scientifique, il milite, au sein du Parlement, pour la sortie du glyphosate et la mise en place d’une Commission d’investigation sur le processus d’évaluation des pesticides en Europe (Commission PEST)[13], dont il devient le Président en mars 2018. Après s’être battu pour l’interdiction des néonicotinoïdes tueurs d’abeilles, il dénonce les multiples dérogations françaises sur les pesticides et voit dans l’affaire du chlordécone un « scandale d’État » avant de demander, au niveau européen, l’interdiction du métam-sodium.
  - À l'origine de la commission spéciale : À la suite des Monsanto Papers et au renouvellement controversé du glyphosate, le Parlement européen a décidé la mise en place d’une commission d’investigation sur le système d’autorisation des pesticides en Europe[14].. La commission spéciale avait également pour responsabilité de se pencher sur la situation des agences scientifiques de l’UE, à qui les opposants au glyphosate ont reproché de trop s’appuyer sur des données fournies par l’industrie, par manque de moyens et de personnel[15]. « On se rend bien compte qu’il y a un problème dans les procédures européennes qui ont été mises en place. Cette commission spéciale va nous permettre de faire toute la lumière sur les dysfonctionnements qui jalonnent les processus d’évaluation et d’autorisation des pesticides à travers le cas du glyphosate », expliquait l’élue des Verts Michèle Rivasi[16].
  - La bataille du chlordécone : L’eurodéputé PS Eric Andrieu, Président de la commission spéciale pesticides au Parlement européen a demandé à la France de mieux protéger la population des ravages causés par le chlordécone, ce pesticide écotoxique persistant autorisé entre 1972 et 1993 aux Antilles françaises pour lutter contre le charançon du bananier. Il s'agit pour le député d'un "véritable scandale d'État", "ce poison, extrêmement néfaste pour la santé humaine et l’environnement, produira des effets sur plusieurs générations[17]. D’après des scientifiques de l’Institut national de la santé et de la recherche médicale, environ 90 % des Antillais seraient contaminés, situation inédite qui fait que des épidémiologistes, des généticiens ou des cancérologues du monde entier s’y intéressent." L'élu européen préconise deux mesures en particulier : D'une part, la mise en place d'un plan préventif prévoyant notamment la prise en charge des femmes enceintes et personnes en bas âge exposées à ce poison. D'autre part, l'abaissement des seuils maximums de résidus (LMR) présents dans notre alimentation[17].
  - Un eurodéputé sous pression : Le 5 octobre 2018, Le Monde titrait "La commission d’enquête sur les pesticides sous pression". Intimidations, soupçons de piratage informatique, invitation à rencontrer secrètement de hauts responsables de l’industrie agrochimique… En juin 2017, quelques semaines après l’installation de la commission et l’élection de M. Andrieu à sa présidence, l’eurodéputé français reçoit une lettre d’EPPA, un cabinet de consultants bruxellois. Celui-ci agit pour le compte du géant de la chimie Bayer, qui vient alors d’acquérir l’agrochimiste américain Monsanto. EPPA propose une rencontre « informelle, c’est-à-dire confidentielle » avec les hauts responsables de Bayer. « C’est la première fois que je recevais une demande de rendez-vous secret, hors agenda, et je n’y ai pas répondu ». Le 10 septembre, dix jours avant la remise du projet de rapport de la commission PEST, une relance par courriel lui est adressée. Dans leur lettre, deux associés d’EPPA, Pascal Michaux et Daniel Guéguen, précisent que leur société est une habituée des relations étroites avec le monde politique bruxellois. Peu de temps avant la remise du projet de rapport, nouvelle surprise. « A son retour de Strasbourg, mon assistant trouve, dans nos bureaux de Bruxelles, à côté de son clavier, une pomme où est inscrit “Je contiens des pesticides”, raconte M. Andrieu. Au début, nous avons cru à une blague et nous avons fait le tour de l’étage pour savoir si c’était un de nos collègues. Ce n’était pas le cas. »
  - Les conclusions de la commission spéciale : Le rapport de la commission dans ses grandes lignes a  été adopté avec pour recommandation une refonte du système d’évaluation des pesticides afin d’obtenir plus de transparence, d’indépendance des agences européennes et une stricte application du principe de précaution. « La Commission européenne et les États-membres doivent allouer plus de moyens à l’Agence européenne de sécurité des aliments (EFSA) pour qu’elle puisse faire correctement son travail », réclamait  Norbert Lins, corapporteur du texte et membre du groupe PPE[18]. Eric Andrieu a également appelé la France à agir "Nous demandons au gouvernement de suspendre sans délai les autorisations à la vente des produits à base de glyphosate en France et de donner un calendrier précis pour le déstockage de ces produits. De la même manière, la France doit bannir dès à présent, par mesure de précaution, l’importation de tous les produits contenant ou fabriqués à partir du glyphosate.»[18]

Réélu en 2019, il démissionne un an avant la fin de son mandat, à la date du 2 juin 2023 et laisse la place à son suivant de liste Christophe Clergeau.

#### Autres mandats
De 1995 à 2012 : Eric Andrieu est maire de Villerouge-Termenès, commune de l'Aude.
En 1990, il fonde le « District de développement du massif de Mouthoumet », premier et plus petit district de développement rural en France, qu’il préside jusqu’en 2000. Ce district sera la préfiguration de la Communauté de communes de Mouthoumet.
Initiateur du Pays Corbières Minervois dès 1999, Éric Andrieu en assura la présidence.